# Dicranota cinerascens
Dicranota cinerascens är en tvåvingeart som beskrevs av Paul Lackschewitz 1940. Dicranota cinerascens ingår i släktet Dicranota och familjen hårögonharkrankar. Inga underarter finns listade i Catalogue of Life.